# Mistrzostwa Świata w Wioślarstwie 2007
37. Mistrzostwa Świata w Wioślarstwie 2007 – rozegrane między 26 sierpnia a 2 września w Monachium, Niemcy.

## Polacy
| Konkurencja | jedynka         | dwójka podwójna                | dwójka podwójna wagi lekkiej        | dwójka bez sternika        | dwójka ze sternikiem                          | czwórka podwójna                                              | czwórka bez sternika wagi lekkiej                                    | czwórka bez sternika                                            | ósemka | ósemka wagi lekkiej |
| ----------- | --------------- | ------------------------------ | ----------------------------------- | -------------------------- | --------------------------------------------- | ------------------------------------------------------------- | -------------------------------------------------------------------- | --------------------------------------------------------------- | --- | --- |
| Kobiety     | Julia Michalska |                                | Ilona Mokronowska Magdalena Kemnitz |                            |                                               |                                                               |                                                                      |                                                                 | | |
| Mężczyźni   |                 | Marcin Brzeziński Michał Słoma | Robert Sycz Tomasz Kucharski        | Jarosław Godek Piotr Hojka | Łukasz Kardas Dawid Pacześ Daniel Trojanowski | Adam Korol Michał Jeliński Marek Kolbowicz Konrad Wasielewski | Paweł Rańda Bartłomiej Pawełczak Miłosz Bernatajtys Łukasz Pawłowski | Dominik Kubiak Michał Wyrwał Rafał Abrahamczyk Wojciech Kowacic | Rafał Hejmej Piotr Buchalski Wojciech Gutorski Mikołaj Burda Sebastian Kosiorek Sławomir Kruszkowski Patryk Brzeziński Michał Stawowski Daniel Trojanowski | Cezary Mrozowicz Gabriel Pawlak Łukasz Siemion Szymon Wiśniewski Jarosław Bielaszewski Szymon Byczkowski Krzysztof Młynnik Mariusz Stańczuk Paweł Lipowski |

## Medaliści

### Konkurencje mężczyzn
| Konkurencja                              | Złoto | Srebro | Brąz |
| M1x (jedynka)                            | Nowa Zelandia · Mahé Drysdale | Czechy · Ondřej Synek | Norwegia · Olaf Tufte |
| M2x (dwójka podwójna)                    | Słowenia · Luka Špik · Iztok Čop | Francja · Jean-Baptiste Macquet · Adrien Hardy | Estonia · Tõnu Endrekson · Jüri Jaanson |
| M4x (czwórka podwójna)                   | Polska · Konrad Wasielewski · Marek Kolbowicz · Michał Jeliński · Adam Korol | Francja · Jean-David Bernard · Cédric Berrest · Jonathan Coeffic · Julien Bahain | Niemcy · René Bertram · Karsten Brodowski · Hans Gruhne · Robert Sens |
| M2+ (dwójka ze sternikiem)               | Polska · Dawid Pacześ · Łukasz Kardas · sternik: Daniel Trojanowski | Włochy · Francesco Gabriele · Valerio Massimo · sternik: Gianluca Barattolo | Kanada · Kristopher McDaniel · Derek O’Farrell · sternik: Brian Price |
| M2- (dwójka bez sternika)                | Australia · Drew Ginn · Duncan Free | Nowa Zelandia · Nathan Twaddle · George Bridgewater | Wielka Brytania · Colin Smith · Matthew Langridge |
| M4+ (czwórka ze sternikiem)              | Stany Zjednoczone · Matthew Deakin · Daniel Beery · Samuel Burns · Christopher Liwski · sternik: Edmund del Guercio                                                                     | Serbia · Marko Marjanović · Jovan Popović · Goran Jagar · Nikola Stojić · sternik: Saša Mimić                                                                                            | Niemcy · Florian Mennigen · Stephan Koltzk · Philipp Naruhn · Matthias Flach · sternik: Martin Sauer                                                                             |
| M4- (czwórka bez sternika)               | Nowa Zelandia · Carl Meyer · James Dallinger · Eric Murray · Hamish Bond | Włochy · Carlo Mornati · Alessio Sartori · Niccolò Mornati · Lorenzo Carboncini | Holandia · Geert Cikel · Matthijs Vellenga · Jan-Willem Gabriëls · Gijs Vermeulen                                                                                                |
| LM1x (jedynka wagi lekkiej)              | Nowa Zelandia · Duncan Grant | Włochy · Lorenzo Bertini | Holandia · Jaap Schouten |
| LM2x (dwójka podwójna wagi lekkiej)      | Dania · Mads Rasmussen · Rasmus Quist Hansen | Grecja · Dimitris Mujos · Wasilis Polimeros | Wielka Brytania · Zac Purchase · Mark Hunter |
| LM4x (czwórka podwójna wagi lekkiej)     | Włochy · Leonardo Pettinari · Daniele Gilardoni · Luca Moncada · Daniele Danesin | Francja · Remi di Girolamo · Pierre-Étienne Pollez · Maxime Goisset · Fabien Dufour | Wielka Brytania · Simon Jones · Robert Williams · Chris Bartley · Dave Currie |
| LM2- (dwójka bez sternika wagi lekkiej)  | Włochy · Andrea Caianiello · Armando Dell’Aquila | Niemcy · Jochen Kühner · Martin Kühner | Australia · Ross Brown · Michael McBryde |
| LM4- (czwórka bez sternika wagi lekkiej) | Wielka Brytania · Richard Chambers · James Linnsay-Finn · Paul Mattick · James Clarke                                                                                                   | Francja · Franck Solforosi · Jérémy Pouge · Jean-Christophe Bette · Fabien Tilliet | Włochy · Jiří Vlček · Catello Amarante · Salvatore Amitrano · Bruno Mascarenhas                                                                                                  |
| LM8+ (ósemka)                            | Holandia · Tom van den Broek · Pieter Bottema · Wolter Blankert · Dennis Beemsterboer · Maarten Tromp · Arnoud Greidanus · Alwin Snijders · Marshall Godschalk · sternik: Peter Wiersum | Niemcy · Matthias Schömann-Finck · Jost Schömann-Finck · Martin Rückbrodt · Ole Rückbrodt · Björn Steinfurth · Matthias Veit · Lutz Ackermann · Joel El-Qalqili · sternik: Felix Erdmann | Włochy · Luigi Scala · Giorgio Tuccinardi · Livio la Padula · Salvatore di Somma · Michele Savrie · Dario Cesarola · Nicola Moriconi · Fabrizio Gabriele · sternik: Andrea Lenzi |

### Konkurencje kobiet
| Konkurencja                          | Złoto | Srebro | Brąz |
| W1x (jedynka)                        | Białoruś · Kaciaryna Karsten | Bułgaria · Rumjana Nejkowa | Stany Zjednoczone · Michelle Guerette |
| W2x (dwójka podwójna)                | Chiny · Li Qin · Tian Liang | Nowa Zelandia · Georgina Evers-Swindell · Caroline Evers-Swindell | Wielka Brytania · Elise Laverick · Anna Bebington |
| W4x (czwórka podwójna)               | Wielka Brytania · Annie Vernon · Debbie Flood · Frances Houghton · Katherine Grainger                                                                                             | Niemcy · Kathrin Boron · Manuela Lutze · Britta Oppelt · Stephanie Schiller                                                                                                 | Chiny · Tang Bin · Xi Aihua · Jin Ziwei · Feng Guixin |
| W2- (dwójka bez sternika)            | Białoruś · Julija Biczyk · Natalla Hielach | Niemcy · Nicole Zimmermann · Elke Hipler | Rumunia · Georgeta Andrunache · Viorica Susanu |
| W4- (czwórka bez sternika)           | Stany Zjednoczone · Portia McGee · Erin Cafaro · Rachel Jeffers · Megan Dirkmaat                                                                                                  | Niemcy · Nina Wengert · Nadine Schmutzler · Kerstin Naumann · Silke Günther                                                                                                 | Australia · Phoebe Stanley · Katelyn Gray · Emily Martin · Victoria Roberts |
| LW1x (jedynka wagi lekkiej)          | Holandia · Marit van Eupen | Stany Zjednoczone · Jennifer Goldsack | Kanada · Melanie Kok |
| LW2x (dwójka podwójna wagi lekkiej)  | Australia · Amber Halliday · Marguerite Houston | Finlandia · Sanna Stén · Minna Nieminen | Dania · Katrin Olsen · Juliane Rasmussen · Niemcy · Berit Carow · Marie-Louise Dräger                                                                                          |
| LW4x (czwórka podwójna wagi lekkiej) | Australia · Bronwen Watson · Miranda Bennett · Alice McNamara · Tara Kelly | Wielka Brytania · Sophie Hosking · Laura Greenhalgh · Mathilde Pauls · Jane Hall                                                                                            | Chiny · Jing Liu · Jing Jia · Yu Hua · Yan Shimin |
| W8+ (ósemka)                         | Stany Zjednoczone · Brett Sickler · Lindsay Shoop · Anna Goodale · Samantha Magee · Anna Mickelson (5) · Zsuzsanna Francia · Caroline Lind · Caryn Davies · sternik: Mary Whipple | Rumunia · Rodica Șerban · Viorica Susanu · Simona Muşat · Ana Maria Apachiței · Aurica Barascu · Ioana Papuc · Georgeta Andrunache · Doina Ignat · sternik: Elena Georgescu | Wielka Brytania · Carla Ashford · Baz Moffat · Alice Freeman · Louisa Reeve · Natasha Howard · Alison Knowles · Katie Greves · Jessica-Jane Eddie · sternik: Caorline O’Connor |

## Klasyfikacja medalowa
| Lp. | Państwo           |   |   |   | Razem |
| --- | ----------------- | - | - | - | ----- |
| 1.  | Nowa Zelandia     | 3 | 2 |   | 5     |
| 2.  | Stany Zjednoczone | 3 | 1 | 1 | 5     |
| 3.  | Australia         | 3 |   | 2 | 5     |
| 4.  | Włochy            | 2 | 3 | 2 | 7     |
| 5.  | Wielka Brytania   | 2 | 1 | 6 | 9     |
| 6.  | Holandia          | 2 |   | 2 | 4     |
| 7.  | Białoruś          | 2 |   |   | 2     |
| 7.  | Polska            | 2 |   |   | 2     |
| 9.  | Kanada            | 1 |   | 2 | 3     |
| 9.  | Chiny             | 1 |   | 2 | 3     |
| 11. | Dania             | 1 |   | 1 | 2     |
| 12. | Słowenia          | 1 |   |   | 1     |
| 13. | Niemcy            |   | 6 | 3 | 9     |
| 14. | Francja           |   | 4 |   | 4     |
| 15. | Rumunia           |   | 1 | 1 | 2     |
| 16. | Bułgaria          |   | 1 |   | 1     |
| 16. | Czechy            |   | 1 |   | 1     |
| 16. | Finlandia         |   | 1 |   | 1     |
| 16. | Grecja            |   | 1 |   | 1     |
| 16. | Serbia            |   |   | 1 | 1     |
| 20. | Estonia           |   |   | 1 | 1     |
| 20. | Norwegia          |   |   | 1 | 1     |